# Helene Madison

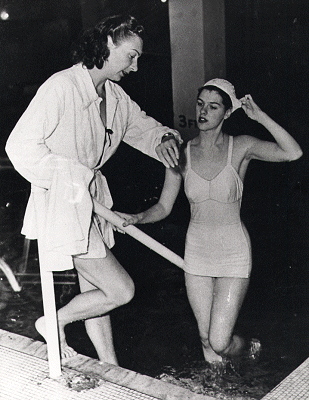
Helene Madison (links) 1949 in Seattle

Helene Eleanor Madison (* 19. Juni 1913 in Madison; † 27. November 1970 in Seattle) war eine US-amerikanische Schwimmerin.
Helene Madison war der weibliche Schwimmstar der US-amerikanischen Mannschaft bei den Olympischen Sommerspielen 1932 in Los Angeles. Sie gewann die Goldmedaille über 100 m sowie über 400 m Freistil. Mit der 4 × 100-m-Freistilstaffel konnte sie eine dritte Goldmedaille hinzufügen. Aufgrund einer kurzen Zeit als professionelle Schwimmerin und ihrer Rollen in den Filmen The Human Fish (1932) und The Warrior’s Husband (1933) durfte sie nicht an den Olympischen Sommerspielen 1936 in Berlin teilnehmen.
Als erste Frau wurde Madison 1931 mit der Sportler des Jahres-Auszeichnung von Associated Press geehrt. Im Jahr 1966 wurde sie in die Ruhmeshalle des internationalen Schwimmsports aufgenommen.